# Gadalao
Gadalao est une localité du Cameroun située dans le département du Mayo-Tsanaga et la Région de l'Extrême-Nord. Elle fait partie de lacommune de Mokolo et du canton de Mokong.

## Population
Lors du troisième recensement général de la population et de l'habitat du Cameroun de 2005, la localité comptait 2 536 habitants, dont 1 241 de sexe masculin et 1 295  de sexe féminin.

## Climat
Le climat de Gadalao est de type tropical d'altitude. Le mois d'avril est le mois le plus chaud de l'année avec une température de 30,6 °C et celui d'août est le moins chaud avec 24,2 °C. La température annuelle moyenne est de 26,6 °C pour une précipitation annuelle moyenne de 866 mm.